# CANT 6
Die CANT 6 war ein italienisches Flugboot, das von Cantieri Aeronautici e Navali Triestini entworfen und gebaut wurde.

## Versionen

### CANT 6
Die CANT 6 war ein Torpedobomber, von dem neun Maschinen für die Regia Aeronautica gebaut wurden. Der Torpedo wurde im Laderaum mitgeführt und über ein Abwurfsystem abgeworfen. Zur Selbstverteidigung waren zwei Stationen mit je einem Lewis-Maschinengewehr ausgerüstet. Alle Maschinen waren von 1926 bis 1929 bei der 191. Staffel der 86. Gruppe in Brindisi im Dienst.

### CANT 6bis
Die CANT 6bis war eine geplante zweimotorige Version des Torpedobombers. Die drei Lorraine-12D-Motoren sollten gegen zwei Tandemmotoren ausgetauscht werden. In der Planung stellte sich aber heraus, dass die Leistung dieser Motorisierung viel zu gering gewesen wäre. Eine Maschine wurde mit den Tandemmotoren getestet und die Mängel bestätigt. Es wurden keine Serienmaschinen gebaut.

### CANT 6ter
Um das Flugzeug auch zivil nutzen zu können, wurde bei einigen Maschinen die Bewaffnung und die Torpedoabwurfanlage gegen Passagiersitze getauscht. Es konnten so elf Passagiere befördert werden. Eine Stückzahl ist nicht überliefert.

## Technische Daten
| Kenngröße             | Daten                                                                        |
| --------------------- | ---------------------------------------------------------------------------- |
| Besatzung             | 3                                                                            |
| Passagiere            | 11                                                                           |
| Länge                 | 14,94 m                                                                      |
| Spannweite            | 22,11 m                                                                      |
| Höhe                  | 3,51 m                                                                       |
| Flügelfläche          | 33,36 m²                                                                     |
| Leermasse             | 4500 kg                                                                      |
| Höchstgeschwindigkeit | 190 km/h                                                                     |
| Dienstgipfelhöhe      | 4000 m                                                                       |
| Reichweite            | 1150 km                                                                      |
| Triebwerk             | drei wassergekühlte Zwölfzylindermotoren Lorraine 12D mit je 400 PS (298 kw) |